# Clephydroneura promboonae
Clephydroneura promboonae là một loài ruồi trong họ Asilidae. Clephydroneura promboonae được Tomosovic & Grootaert miêu tả năm 2003. Loài này phân bố ở miền Ấn Độ - Mã Lai.